# گمینا وووچن
گمینا وووچن (به لهستانی:  Gmina Wołczyn) یک گمینا در لهستان است که در شهرستان کلوچبورک واقع شده‌است. گمینا وووچن ۲۴۰٫۸۶ کیلومتر مربع مساحت و ۱۴٬۴۵۸ نفر جمعیت دارد.